# Округ Ајтаска (Минесота)
Округ Ајтаска (енгл. Itasca County) је округ у америчкој савезној држави Минесота.

## Демографија
По попису из 2010. године број становника је 45.058, што је 1.066 (2,4%) становника више него 2000. године.
| Група             | 2000.          | 2010.          |
| Белци             | 41.494 (94,3%) | 41.951 (93,1%) |
| Афроамериканци    | 71 (0,2%)      | 144 (0,3%)     |
| Азијати           | 120 (0,3%)     | 142 (0,3%)     |
| Хиспаноамериканци | 263 (0,6%)     | 417 (0,9%)     |
| Укупно            | 43.992         | 45.058         |